# Amir Kabir
Amir Kabir (امیر کبیر en grafía persa), de nombre completo Mirza Mohammad Taqi Jan Amir-Nezam (میرزا تقی‌خان امیرنظام) (circa 1807–9 de enero de 1852) fue Gran Visir de Persia durante el reinado de Nasereddín Shah. 

## Biografía

### Primeros años
Nacido en el seno de una familia de artesanos como Mohammad Taqi en Hazavé, en la región históricamente vinculada al sistema administrativo tradicional iraní (divânsâlâri) de Farahán, tuvo oportunidad desde la infancia de conocer el funcionamiento de la corte por ser su padre, Karbalaí Ghorban (کربلائی قربان), cocinero y después encargado del servicio del gran visir Mirza Bozorg Qaem Maqam de Farahán. El pequeño Mirza Taqi fue objeto de atención del gran visir, quien distinguió en él signos de una inteligencia singular e hizo que estudiase con sus propios hijos. Cuando hubo aprendido a leer, escribir y algo de matemáticas, Mirza Bozorg designó al ya adolescente como secretario y encargado de la supervisión de sus establos.

### Matrimonios y descendencia
Amir Kabir tuvo dos esposas. Primero contrajo matrimonio, según la tradición entonces corriente, con la hija de su tío paterno y con ella, Yan Yan Janom, tuvo tres hijos antes de separarse siendo él ya gran visir: un varón y dos mujeres. Su segunda esposa fue Malekzade Janom Ezzatoddowlé, única hermana carnal del rey Nasereddín Shah, con la que contrajo matrimonio por indicación de este último, teniendo ella 16 años. Las arras fueron fijadas en 8.000 tomanes y un ejemplar del Corán. Con Ezzatoddowlé tuvo dos hijas.

### Ascenso
A la muerte de Mirza Bozorg en 1237/1822, Mirza Abolqasem Qaem Maqam Farahaní accedió al puesto de gran visir y Mirza Taqi Jan entró al servicio del aparato de estado, en un principio como registrador militar (laškarnevis) de las tropas de la provincia de Azerbaiyán. En 1835, fue ascendido al cargo de supervisor financiero (mostowfi-e nezâm) de las tropas de Azerbaiyán, y tras pocos años pasó a ocuparse, con el puesto de vazir-e nezâm, de toda la intendencia de las mismas. 

#### Actividad diplomática
Mirza Taqi Jan participó en tres delegaciones diplomáticas enviadas desde Tabriz. La primera fue en 1829-30 a San Petersburgo, Tiflis y Moscú para pedir disculpas al zar con el obsequio de un fabuloso diamante después de que una muchedumbre enfurecida por el Tratado de Turkmanchay saqueara la embajada rusa en Teherán y asesinara a casi todos los miembros de la misión diplomática, incluido el diplomático e intelectual Aleksandr Griboyédov. En el viaje, el joven Amir Kabir tuvo ocasión de observar los progresos de las instituciones rusas. 
En 1837, Mirza Taqi Jan acompañó al joven príncipe heredero Nasereddín Mirzá en un breve viaje por el Cáucaso, teniendo ocasión de reunirse, en calidad de vazir-e nezam de Azerbaiyán,  con Nicolás I en Ereván. 
Pero su misión de mayor importancia fue la de cuatro años que pasó en Erzurum, participando en la comisión negociadora que fijó, tras siglos de conflictos, la frontera entre Persia y la Sublime Puerta. En el curso de las negociaciones la iniciativa personal, la probidad y la vehemencia de Mirza Taqi Jan en la defensa de lo que consideraba el interés del estado iraní, tanto frente a las partes extranjeras como frente al criterio de los responsables iraníes e incluso el propio rey Mohammad Shah, desempeñaron un papel de especial relevancia en la conservación para Irán de Mohammere (hoy, Jorramshahr) y en evitar el pago de compensaciones por las incursiones sobre Solimania. La misión proporcionó a Mirza Taghi Jan un conocimiento de primera mano de los usos diplomáticos internacionales y del juego político ruso-británico respecto a Irán, lo que le sería de gran utilidad al acceder al gran visirato. Además, sus años en Erzurum coincidieron con las reformas adoptadas para modernizar la administración otomana, que inspirarían al menos uno de los aspectos de su acción posterior: la reducción de la influencia clerical en el gobierno.  

#### Subida al trono deNasereddín Shah
De regreso en Tabriz, en 1848 Mirza Taqi Jan fue designado como tutor jefe (lâlâbâší) del príncipe heredero, entonces quinceañero. En septiembre del mismo año murió el rey Mohammad Shah y fue vital el papel de Mirza Taqi Jan para garantizar la transición al costear al joven Nasereddín el desplazamiento a Teherán. Una vez en el trono, el nuevo rey premió al tutor por su diligencia designándolo primero como amir-e nezâm, responsable de todo el ejército iraní; y, a su llegada a Teherán en octubre, también como gran visir (šajs-e avval-e Irân y sadr-e a'zam), atâbak –como tutor del Rey– y Amir Kabir –título por el que sería conocido en el futuro–. Nasereddín Shah insistió además en que Amir Kabir tomase en matrimonio a su única hermana carnal. 
Su designación a la cabeza de la administración suscitó el resentimiento de distintos personajes de la corte, en particular el de la madre del Rey. Las intrigas de sus enemigos propiciaron el amotinamiento de una guarnición de tropas azeríes acuarteladas en la capital, que exigían su destitución y su cabeza. El motín pudo ser sofocado con la colaboración del imam de la aljama de Teherán, que ordenó a los mercaderes del bazar cerrar sus tiendas y armarse. 
Amir Kabir debió también enviar dos expediciones militares para reprimir la insurrección de Hasán Jan Salar, notable de Mashhad que con la ayuda de varios caciques locales había puesto en fuga al gobernador de Jorasán en 1846 y amenazaba con separar la provincia del reino, con la aprobación de rusos y británicos. En el mismo proceso de estabilización del poder real durante la sucesión, Amir Kabir reprimió con dureza las insurrecciones babíes de Mazandarán, Zanyán y Neyriz. Con la intención de poner fin a un movimiento que ponía en peligro el poder real, ordenó el fusilamiento en Tabriz, en 1850, de su líder Seyed Alí Mohammad, el Bab.

### Acción de gobierno: las reformas de Amir Kabir
Una vez que hubo establecido el orden en las provincias, Amir Kabir emprendió un programa de reformas administrativas, culturales y económicas que le valen gran reconocimiento de los historiadores pese a la brevedad de su ministerio. Su primera empresa fue lanzar una campaña de vacunación forzosa contra la viruela, que se encontró con resistencias populares azuzadas por santiguadores y fabricantes de amuletos, que aseguraban que la inyección introducía a los yinn en el cuerpo del vacunado. 

#### Reforma financiera
Para remediar los problemas financieros del Estado kayar, Amir Kabir estableció un comité presupuestario que evaluó el déficit en un millón de tomanes, que el gran visir trató de contener reduciendo drásticamente (hasta un 50%) los salarios de los servidores de la corona y eliminando gran número de asignaciones a personalidades que apenas si realizaban labor alguna para la administración. Estos recortes le granjearon enemistades en medios cortesanos que terminarían por contribuir a su caída en desgracia y asesinato. 
Para aumentar los ingresos, Amir Kabir lanzó el primer proyecto de modernización y reforma del sistema fiscal estatal, sustituyendo las "concesiones" feudales (toyul) por un régimen centralizado, implementando una supervisión más estricta de la recolección de impuestos en las tierras pertenecientes al Rey (jâlesâyât, خالصاجات), estableciendo criterios de rendimiento y productividad para fijar la base imponible de las demás tierras, enviando inspectores a todas las provincias del reino para recolectar tasas impagadas por gobernadores provinciales y jefes tribales, fomentando cultivos en terrenos abandonados. Además, Amir Kabir canceló el monopolio ruso sobre las pesquerías del mar Caspio. 

#### Reforma militar
Para poner fin a las derrotas iraníes de las décadas anteriores frente los imperios otomano, ruso y británico, Amir Kabir prosiguió con el esfuerzo modernizador del ejército del príncipe Abbás Mirza. Empleó instructores italianos y austriacos, incrementó el número de efectivos a casi 140.000, proporcionó entrenamiento moderno a las fuerzas tribales y creó por primera vez brigadas cristianas reclutando a asirios de Urmía y armenios de Yolfa (Ispahán). Fundó además fábricas de armamento en Teherán, Jorasán, Azerbaiyán, Fars e Ispahán y construyó fortalezas defensivas en zonas fronterizas y puntos estratégicos. Por último, regularizó la financiación del ejército y prohibió las levas arbitrarias. 

#### Obras públicas y agricultura
Amir Kabir impulsó además numerosos proyectos de desarrollo: el Bazar del Amir) Teherán, la finalización de un canal acuífero de Karay a la capital, el trazado de las plazas teheraníes de Tupjané y Sabzé Meydán. Una nueva ciudadela en Shiraz, un centro comercial en Ispahán, barracones en Mohammare... Se fundaron factorías de patrocinio estatal para fabricar carruajes, estufas, samovares, cristalerías, cordaje, sedas, paños, etc. Se implementaron medidas aduaneras proteccionistas y se enviaron artesanos a formarse a Rusia y Estambul. Se aplicaron medidas fiscales para fomentar la minería. En Juzestán, identificada como área de importancia estratégica particular por su situación entre el Golfo Pérsico y Mesopotamia, introdujo el cultivo de la caña de azúcar y fomentó proyectos de ingeniería como la presa Naserí (por el nombre del Rey) en el río Karjé, un puente en Shushtar, planes de desarrollo para Mohammare. En Teherán y Urmía se promovió el cultivo de variedades americanas de algodón.

#### Proyectos educativos
El logro de efectos más duraderos de Amir Kabir fue posiblemente la fundación en 1851 de la primera institución moderna iraní de educación superior: la politécnica Dârolfonun (دارالفنون), de la que derivaría décadas más tarde la Universidad de Teherán mientras el resto conservaba el nombre y se convertía en escuela secundaria. El propósito inicial de la institución era formar funcionarios para la reforma estatal iniciada por Amir Kabir, siguiendo el modelo de las instituciones educativas de los países occidentales, y en particular de Rusia. Entre las materias impartidas, según el plan de Amir Kabir, estaban las ciencias militares (infantería, comandancia, cañones, caballería), la ingeniería, matemáticas, cartografía, minería, física, química, farmacia, medicina, cirugía, historia, geografía y lenguas extranjeras. Los instructores eran en su mayor parte austriacos que reclutó en Viena el asirio Daud Jan, que había trabado contacto con Amir Kabir durante las negociaciones fronterizas otomano-iraníes. Fue Daud Jan quien recibió a los instructores cuando estos llegaron a Teherán en noviembre de 1851, por haber sido ya depuesto el gran visir. Al principio, las clases se impartieron con intérpretes y después de cierto tiempo algunos de los profesores fueron capaces de producir los primeros libros de texto sobre distintas ciencias naturales, según modelo occidental, en lengua persa. Estos textos ejercieron una influencia en la difusión de una prosa más llana y directa que la utilizada antes en los círculos eruditos tradicionales. 
Una segunda contribución de Amir Kabir a la modernización y simplificación del persa fue la fundación del segundo periódico en persa, Vaqâye'-e Ettefâqiye (وقایع اتفاقیه), que subsistió cambiando de título hasta el reinado de Mozaffaroddín Shah. El periódico pretendía servir el propósito de amplificar el efecto de las reformas y los decretos gubernamentales. Amir Kabir buscaba también difundir el conocimiento de los progresos científicos y la evolución política que tenían lugar en el mundo. Así, durante el primer año de publicación semanal se trataron la lucha del nacionalista italiano Mazzini contra la Casa de Habsburgo, el proyecto del Canal de Suez, la invención del globo aerostático, la realización de un censo de población en Inglaterra, noticias relativas a los caníbales de Borneo, etc. Se fomentó su alcance estableciendo la obligación de abonarse todo funcionario cuyo salario anual excediese los 2.000 riales, siendo el precio del abono anual 10 riales. El editor del periódico era el inglés Edward Burgess. La publicación fue regular hasta el número 656.

#### Amir Kabir y el clerochií
El empeño de Amir kabir por reforzar el Estado central topó con la oposición de los ulemas, que rechazaban la legitimidad del poder terrenal y defendían su autonomía. Amir Kabir, siendo una persona religiosa, tomó distintas medidas, principalmente legales, para atenuar su influencia. En un principio trató de sustituirlos en la administración de justicia en Teherán actuando como juez en los casos que se le presentaban, costumbre que debió abandonar tras dictar varias sentencias inadecuadas. A continuación estableció un control indirecto de los tribunales islámicos acordando un trato de favor a los alfaquíes que lo satisfacían más y un papel más importante al Divânjané (دیوان‌خانه), principal institución de jurisprudencia secular ( ̔orfí, عرفی) que recibió las prerrogativas de analizar en primera instancia todo causa antes de que la administración del Estado la asignara al tribunal islámico de su elección, y el derecho de veto sobre la sentencia pronunciado por dicho tribunal. Además, cualquier causa en que estuviera envuelto algún no musulmán entraba en la jurisdicción exclusiva del Divânjané. Amir Kabir se mostró además severo con los mulás que incurrían en prevaricaciones o aceptaban sobornos, en particular de las delegaciones extranjeras.
El gran visir quiso también reducir la influencia de los ulemas limitando su potestad para ofrecer asilo (bast, en grafía persa بست) a criminales o personas perseguidas por las autoridades reales en sus residencias o mezquitas. En 1850 fue abolido el estatuto de asilo de la Mezquita Real del bazar de Teherán (hoy, Mezquita del Imam o Soltaní), si bien ese estatuto fue rehabilitado tras la destitución de Amir Kabir. Fue también intensa la lucha entre el poder real y el de los ulemas por el control de la administración de Tabriz. 
Amir Kabir trató también de prohibir el taazié, teatro tradicional sacro chií del mes de muharram y la autoflagelación de los fieles en conmemoración del asesinato del Imam Hosein. Pese al apoyo de varios ulemas a estas prohibiciones, la fuerte oposición popular –en particular, en Ispahán y Azerbaiyán forzó la retirada de las mismas.

#### Política de minorías
A la vista de injerencia de potencias extranjeras en el Imperio otomano con el pretexto de la defensa de las minorías cristianas, Amir Kabir se esforzó por mantener satisfechas a estas minorías con exenciones fiscales para sus sacerdotes y financiando escuelas cristianas en Azerbaiyán e Ispahán. Del mismo modo, dio órdenes terminantes al gobernador de Yazd para que se abstuviera de molestar a los zoroastrianos o de imponerles tasas arbitrarias. Puso coto también a los intentos en curso para islamizar a los mandeos de Shushtar.

#### Política exterior
Amir Kabir siguió también una política innovadora en materia exterior, y se le atribuye el criterio de "equilibrio negativo" entre las potencias que después haría popular el primer ministro Mohammad Mosaddeq. Trató así de contrarrestar simultáneamente la influencia rusa en el norte de Irán (centro comercial y hospital de Astarabad, ocupación de la isla de Ashurada, derechos de fondeo en la laguna de Anzalí) y la británica en el sur (rechazando la inspección de los barcos iraníes bajo pretexto de búsqueda de esclavos). Para ello, intentó establecer relaciones con el Imperio austríaco y los Estados Unidos de América. También puso en pie un servicio de contraespionaje, con agentes en las embajadas rusa y británica. 

### Caída en desgracia, destitución y muerte
Los recortes de las pensiones de los cortesanos y la limitación de la influencia de los ministros plenipotenciarios extranjeros, especialmente de Rusia e Inglaterra, granjearon enemistades a Amir Kabir dentro de la corte de Nasereddín Shah y en los círculos de poder. Sus enemigos, de los que los principales fueron Mahd-e Olia (madre del rey) y su sucesor en el cargo de gran visir, Mirza Aqa Jan Nurí Ettemadoddowlé, hicieron circular la aacusaban de que codiciaba el trono, acusación que terminó por asustar al joven monarca Mohammad Shah hasta que el día 19 de moharram de 1267 (24 de noviembre de 1850) firmó la destitución de Amir Kabir de todos los cargos salvo la comandancia militar. La lucha de poder en curso resultó en su expulsión de la capital para hacerse cargo del gobierno provincial de Kashán, donde quedó aislado. Rumores contradictorios puestos en circulación por Mahd-e Olia, hicieron que Mohammad Shah ordenara la muerte de Amir Kabir. Fue ejecutado el 10 de enero de 1852 en los baños del Jardín Fin de Kashán. Allí mismo fue enterrado, pero varios meses más tarde su esposa Ezzatoddowle logró que sus restos mortales se trasladaran a Kerbala, lugar santo del islam chií, y se enterraran en un cuarto abierto al mausoleo del Imam Hosein.